# Her Voice (série télévisée)
Her Voice en France, ou Petite Voix, Grand Rêve au Québec (Little Voice en VO) est une série télévisée américaine de comédie dramatique romantique en neuf épisodes d'environ 30 minutes créée par Jessie Nelson.
Le programme fut diffusé du 10 juillet au 21 août 2020 sur Apple TV+,.

## Synopsis
À New York, Besse, une jeune chanteuse, tente de percer dans le milieu de la musique. Mais elle voit ses ambitions freinée par ses problèmes financiers, et par la difficulté de s'occuper au quotidien de son frère handicapé ...

## Distribution

### Acteurs principaux
- Brittany O'Grady (en) : Bess Alice King
- Sean Teale : Ethan
- Colton Ryan : Samuel
- Shalini Bathina : Prisha
- Kevin Valdez : Louie King
- Phillip Johnson Richardson : Benny (VF : Jhos Lican)

### Acteurs récurrents
- Chuck Cooper : Percy King
- Nadia Mohebban : Ananya (VF : Laetitia Coryn)
- Sam Lazarus : Phil
- Mark Blane : Zack
- Andrew Duff : Ted
- Ned Eisenberg : Al (VF : Patrice Dozier)
- Samrat Chakrabarti : Anil
- Gopal Divan : Sundeep
- Sakina Jaffrey : Vilina
- Luke Kirby : Jeremy (VF : Damien Boisseau)
- June Squibb : Mme Daisy Finch
- Becky Ann Baker : Elaine (VF : Marie-Madeleine Burguet Le Doze)
- Brad Koed : Kyle (VF : Rémi Caillebot)
- Rita Gardner : Mrs Joyce Mantone (VF : Colette Marie)
- Andrew M. Duff : Ted (VF : Pierre-Emmanuel Brault)
- Ismenia Mendes : Laila (VF : Isabelle Auvray)
- Sohina Sidhu : Shivani (VF : Ludivine Galieri)
- Sean Teale : Ethan (VF : Marc Arnaud)

## Production

### Développement
Le 6 juin 2018, il a été annoncé qu'Apple avait demandé la production de la série pour une première saison composée de dix épisodes. L'épisode pilote devrait être écrit et réalisé par Jessie Nelson qui sera également productrice exécutive aux côtés de Sara Bareilles, J. J. Abrams et Ben Stephenson. Avec Jessie Nelson, les autres réalisateurs de la série incluent Cherien Dabis, Bart Freundlich, Christopher Storer et Emma Westenberg. Jessie Nelson devrait également jouer le rôle de showrunner de la série et Sara Bareilles devrait écrire des chansons originales pour la série. Les sociétés de production impliquées dans la série incluent Warner Bros. Television et Bad Robot Productions,,,.
Le 4 août 2021, la presse annonce que la série est annulée après une unique saison, ce qui en fait le premier programme annulé par Apple TV+,.

### Attribution des rôles
En octobre 2019, il a été annoncé que Brittany O'Grady, Shalini Bathina, Sean Teale et Colton Ryan avaient rejoint la distribution de la série en tant qu'acteurs principaux. Dans le même temps, il a été annoncé que Samrat Chakrabarti, Gopal Divan, Sakina Jaffrey et Emma Hong rejoindraient également la distribution.
Le 21 mai 2020, il a été annoncé que Kevin Valdez, Phillip Johnson Richardson et Chuck Cooper joueraient également dans la série.

## Épisodes
| no | Titre français                 | Titre original        | Durée      | Date de sortie  |
| -- | ------------------------------ | --------------------- | ---------- | --------------- |
| 1  | Je ne sais pas                 | I Don't Know          | 34 minutes | 10 juillet 2020 |
| 2  | Je survivrai                   | I Will Survive        | 30 minutes | 10 juillet 2020 |
| 3  | Doux espoir                    | Dear Hope             | 25 minutes | 10 juillet 2020 |
| 4  | L'amour fait souffrir          | Love Hurts            | 30 minutes | 17 juillet 2020 |
| 5  | Vite, vite, lent               | Quick, Quick Slow     | 28 minutes | 24 juillet 2020 |
| 6  | Dis-lui                        | Tell Her              | 32 minutes | 31 juillet 2020 |
| 7  | Veilleuse                      | Ghost Light           | 33 minutes | 7 août 2020     |
| 8  | Peau neuve                     | Sea change            | 25 minutes | 14 août 2020    |
| 9  | Chanter ce que je ne peux dire | Sing What I Can't Say | 30 minutes | 21 août 2020    |